# Biserica de lemn din Măgura Ierii

Iconostasul bisericii de lemn din Măgura Ierii, județul Cluj, 2009

Biserica de lemn din Măgura Ierii, comuna Iara (județul Cluj), are hramul „Sfinții Arhangheli Mihail și Gavriil”. Este declarată monument istoric, figurând pe lista monumentelor sub cod LMI CJ-II-m-B-07701. Lăcașul este folosit în prezent ca biserică simultană, atât de comunitatea ortodoxă, cât și de cea greco-catolică.

## Istoric
Micuța biserică aflată în acest sat ascuns de păduri slujește încă puținii săteni care au rămas în Măgura Ierii. Una din grinzile pronaosului surprinde momentul întemeierii bisericii, având incizată următoarea inscripție: „A.D. 753 A.P.”. O altă inscripție care marchează un moment important în istoria edificiului este cea aflată în naos, pe peretele dintre naos și pronaos. Această inscripție este: „(În a)nul 1753 s-a (zugr)ăvit această (sfântă) biserică de...”. Unul din clopotele bisericii pomenește donatorul: „vărsatu pe seama bisericii unite din Măgura Poșag prin Maria Pavel”.

## Trăsături
Planul bisericii este dreptunghiular, împărțit în naos și pronaos. Absida altarului este decroșată cu cinci laturi având o mică fereatră în axul bisericii. Într-o etapă ulterioară a fost adăugat și pridvorul de pe latura de sud.
Pronaosul este tăvănit iar naosul este „adăpostit” de o boltă semicilindrică. Biserica este acoperită cu tablă și tencuită în exterior și în pronaos.
Pictura pronaosului nu se mai păstrează. Naosul și altarul păstrează încă decorurile pictate ale pereților. Din programul iconografic se poate menționa Sfânta Treime, pictată la 1801, precum și scene din ciclul Patimilor. În absida altarului pot fi văzute portrete de sfinți ierarhi. 
Pictorul ce a împodobit biserica, rămas necunoscut, considerat a fi elegant și sigur în ceea ce privește exprimarea programului iconografic pare să fi suferit la capitolul tehnicii pictării pe lemn, motiv pentru care starea de conservare a operei sale este precară.

## Imagini

Inscripţia aflată pe peretele naosului spre pronaos, ce marchează momentul pictării bisericii
Pictura bolţii naosului: Duhul Sfânt
Pictura naosului: Sfinţi
Pictura naosului: Sărutul lui Iuda
Pictură din absida altarului
Trecerea din pronaos spre naos
Vedere din pronaos
Uşile dintre naos şi pronaos
Fragment din inscripţia din pronaos care datează biserica
Interiorul clopotniţei
Intrarea în biserică
Galeria turnului
Prispa bisericii
Fereastra altarului
Absida altarului
Latura de nord a bisericii